# Radicaal 29
Van de in totaal 214 Kangxi-radicalen heeft radicaal 29 de betekenis rechterhand. Het is een van de drieëntwintig radicalen die bestaat uit twee strepen.
In het Kangxi-woordenboek zijn er 91 karakters die dit radicaal gebruiken.

## Karakters met het radicaal 29
| Strepen | Karakter       |
| ------- | -------------- |
| + 0     | 又             |
| +1      | 叉             |
| + 2     | 及 友 双 反 収 |
| + 3     | 叏 叐          |
| + 4     | 发 叒          |
| + 5     | 叓             |
| + 6     | 叔 叕 取 受 变 |
| + 7     | 叙 叚 叛 叜 叝 |
| + 8     | 叞 叟          |
| + 11    | 叠             |
| + 14    | 叡             |
| + 16    | 叢             |

Orakelbotkarakter
Bronskarakter
Groot zegelkarakter
Klein zegelkarakter